# 10930 Jinyong
10930 Jinyong este un asteroid din centura principală de asteroizi.

## Descriere
10930 Jinyong este un asteroid din centura principală de asteroizi. A fost descoperit pe 6 februarie 1998 la Xinglong în cadrul programului Beijing Schmidt CCD Asteroid Program. Asteroidul prezintă o orbită caracterizată de o semiaxă mare de 3,05 ua, o excentricitate de 0,11 și o înclinație de 10,2° în raport cu ecliptica.